# お茶にごす。
『お茶にごす。』（おちゃにごす、英語: A BADBOY DRINKS TEA!）は西森博之による日本の少年漫画作品。『週刊少年サンデー』（小学館）2007年18号から2009年35号まで連載された。単行本は全11巻。話数カウントは「第○服」。

## あらすじ
船橋雅矢はその風貌と佇まいから、何かとつけて喧嘩を売られてしまう悲運の星の下にあったが、その度に撃破してしまう強靭なパワーも持ち合わせていた。このため中学時代には最強の不良・“悪魔（デビル）まークン”の異名を取るに至っていたが、高校入学を機に暴力の道から抜け出し、平穏に暮らしたいと願う。
しかし、部活動新入生勧誘で賑わう校庭を歩くも、どの部も彼の恐ろしい見た目から、目を合わせる事すら避ける。そんな中、茶道部部長・姉崎奈緒美だけは目を逸らさず、自分を茶道部に勧誘し、さらに彼女のその行為に反発する後輩で一歩先に入部していた同級生・浅川夏帆に「仮にも茶道を志す人間が、人を見た目で判断してはいけませんよ」と諭すのを聞き、彼女に興味を持って入部を決める。
こうして雅矢の脱不良計画が始まる。相変わらずの見た目と過去の悪名から、なかなかに前途多難であるものの、周囲に少しずつ理解者や友人を増やしながら、高校生活を謳歌していく。

## 登場人物

### 開架高校

#### 茶道部
船橋雅矢（ふなばし まさや）
本作の主人公。開架高校1年。圧倒的な体躯と悪魔のような強面、そして脅威の戦闘能力を誇り、中学時代は無敵の不良として“悪魔（デビル）まークン”の異名で恐れられていた。
本来は心優しく天然な性格の人物。しかし「悪」「敵」と見なした相手への制裁は一片の情け容赦がなく、悪魔的なひらめきと眼力によって、相手を心身ともに完膚なきまでに叩きのめす恐ろしさを併せ持つ。その結果、撃破した悪人から無敵伝説が広まってしまい、人相の悪さもあり、次々とケンカを売られるようになってしまう“暴力の連鎖”に巻き込まれ、仕方なく撃退しているうちに、周囲の誰もが恐れる不良となってしまった悲劇の人。幼少時代に借金取りに追われ、優しかった母親は病死し、冷酷な父親にも見捨てられるといった悲惨な過去も持つ。山田と出会った小学3年の頃から既に目付きが悪く、喧嘩も強かった。昆虫に対し興味があった山田を虫嫌いにした張本人。
山田から「感情がない」と言われるほど感受性に乏しく、物事へのリアクションが薄く、基本的に能面のように無表情。生来の強面もあいまって、本人は特に自覚していなくてもまるで鋭利な刃物のようなオーラを放っており、歩いているだけで他人に避けられたり、不良から喧嘩を売られたりしてしまうのが悩み。本人はこんな生活から抜け出して平和に生きることを望んでおり、「ロハス」（雅矢にとって「やさしい人生」の意味）が口癖。
先述した生い立ちを原因として、彼の目標は「優しい人間」になることである。加えて「男は強くなければ優しくなれない」という持論から、体力作りを欠かさず行っており、アスリート級の身体能力を誇る。また、少年期には武術を習っていたため、柔道などの武芸全般にも精通している。怖いものはほとんどなく、幽霊の存在は信じているが、見ても平然としているほど。しかし蜘蛛だけは大の苦手。
高校入学を機に暴力とは縁を切り、平和に生きたいという想いから部活に入ろうと考える。新入生オリエンテーション当日 過去の悪名とその強面からどの部にも避けられていたが、そこで唯一自分を避けようとせず勧誘した姉崎に興味を持ち、茶道部に入部した。姉崎のような心の広い人間になりたいと願い、彼女への恋心を自覚する。姉崎への想いは至って純粋だが、雅矢自身のイメージから、周囲からはかなりいかがわしい形でしかイメージされない。今まで一度も謝ったことがなく、そのプライドの高さから茶道の礼ができずにいたが、姉崎の影響で最近できるようになった。
山田航（やまだ わたる）
開架高校1年。雅矢とは小学校3年生の頃に、当時の不良上級生からセレベスオオヒラタクワガタを共に取り返して以来の幼馴染であり、悪友にして相棒であり彼の最大の理解者の一人。「ヤーマダ」と呼ばれることがある。雅矢は当時から強かったが、山田は雅矢と出会った時点では普通の小学生であった。
外見はソフトな優男だが、どちらかと言えば彼の方が軟派かつ好戦的で不良らしい性格をしており、「1500Wの電子レンジ」（＝すぐ熱くなる）と言われるほど怒りの沸点が低い。雅矢の数少ない理解者であり、雅矢をからかうこともあるが、彼を偏見だけで避ける人間が多いことには苛立ちを見せており、雅矢の窮地には影で的確なフォローを入れている。姉崎を意識する雅矢を見て興味を持ち、雅矢が姉崎にフラれる場面を見ようと茶道部に入部する。
雅矢以上にプライドが高く、彼と同じく謝ることが嫌い。強くなるために道場に通って空手を習っているが、習得した技をケンカに使用するため、破門されては別の道場に鞍替えしている。雅矢と一緒に柔道を習っていたこともある。「ロハス」や、多くのことわざの正しい意味を知っていたりと比較的常識人。イケメンで女好きだが、性格からか同じ女性と1ヶ月以上続いた事がない。ビックリしたときには度々鼻から物をだしてしまう。現在のお気に入りは夏帆で、持ち前の軽いノリで度々アプローチをかけていたが、自身のアプローチになびかず、雅矢を理解しようとする姿を見せる彼女に惹かれるようになる。樫沢に対して「お金持ち」「頭脳明晰」などの他に「俺より背が高い」というのも敵意の元になっていたが、後に和解。
姉崎奈緒美（あねさき なおみ）
開架高校茶道部の部長。雅矢を茶道部に勧誘した張本人。開架高校の「良心」と形容されるほど礼儀正しく心の広い人物で、まず人を信じる事を大事としており、そのような態度で他人と接する事から、雅矢と初対面の際は自ら優しく声をかけた。しかし最初の頃はやはり恐怖心はあったようで、雅矢の噂を聞いた時は少し震えていたが、雅矢と接するうちに割とあっさり馴染み、その距離は確実に縮んでいっている。雅矢にとって、初対面で「表に出ろ」以外の言葉で誘いをかけてくれた初めての人間である。体育祭のリレーでは意外にも並以上の走力を発揮した。
雅矢と夏帆にとっての憧れと尊敬の対象。お淑やかで繊細な面も強く、樫沢がブルー命名の際には、それを止められず笑ってしまった自分を恥じて落ち込む一面を見せた。スズメバチの大群にあっても他人を気遣おうとする気丈さを持つが、天然ボケな一面があり、明らかにバレる嘘を信じてしまう一面がある。しかしその人格が雅矢達の心を惹き、部員達からは慕われている。彼女自身が心ある人間であれば危害を加えるには躊躇してしまう穏やかさを持っている為、山田曰く「ああやって平和な人が作られた」。また、穏やかなだけではなく、ここ一番で譲れない事への勝負心や気概も持ち合わせており、それが茶道部において肉食（もしくはハンター）に属する雅矢達にも、強い影響を持つ。
浅川夏帆（あさかわ かほ）
開架高校茶道部1年生。茶道は素人。気が強く曲がったことは許せない性格で、不良相手にも物怖じせず啖呵を切る。また雅矢達に匹敵するほどの頑固な性格で素直ではない（極度のシャイ）が、実は非常に優しい心を持っている。バカな不良とモテ系男子が大嫌い。人を批判するのが得意だが逆に褒めるのは苦手（褒められるのも苦手）。本人曰く人を褒めると命を削るらしい。部長のように素直に優しさを表現できる人間になることが目標。
悪い噂の絶えない雅矢にも食って掛かるが、接しているうちに雅矢の“完璧な強さ”と彼の純粋な心を理解し、不器用な彼を大いに支えるようになる。一方その雅矢には、「茶道部の番犬」として「狂犬」や「ノラ」等と呼ばれ恐れられている（近頃は「夏帆」と呼ばれるようになった）が、山田とはそれなりに親しくなっており、普通に友人として接している。雅矢にとって初対面で睨まれた初めての女性である。雅矢と同じく姉崎に憧れており、彼女には幸せになって欲しい様子。姉崎にふさわしい理想像は「富士山より高く金持ちで優しい人物」らしい。姉崎の引退後は副部長の役職に就いている。智花とは対照的に走る事が大好きで、短距離、長距離ともに走力が高い。2年生になり髪を延ばしたようだ。本人曰く「自分に優しくなれない奴は人に優しくできない」。
飯倉智花（いいくら ちか）
夏帆の親友。同じく茶道部1年生。夏帆を茶道部に誘った張本人。極度の怖がりだが合宿時の肝試しではそれなりに楽しんでいた。要領と調子が良く、雅矢と夏帆の様子を影から見て面白がっている。やや暴走気味の夏帆をなだめる役も担っている。昔から足が遅いため夏帆とは対照的に走るのが大嫌い。とある出来事以降、樫沢の事が気になっている。山田曰く「なんか小さくて可愛い」。みんなからは智花ちゃんと呼ばれている。
野原樹実（のはら きみ）
開架高校3年B組で、茶道部員。黒目のおっとりした感じの女性で、部長同様、後輩に対しても丁寧な受け答えをする。山田曰く「それなりに可愛い」「年上の魅力がある」。茶道部からは樹実サンと呼ばれ、慕われている。部長である奈緒美とは仲が良い。
慎大寺珠美（しんだいじ たまみ）
開架高校2年D組で、茶道部の副部長。愛称はタマちゃん。かなりの巨乳の持ち主。走るのが苦手。少々妄想癖が強く、夏帆には「大変な想像力のヒト」と思われていた。姉崎が引退後は部長の役職に就いているが、山田や雅也の思いがけない行動に少々手をやいている。割と現実的で即物的な性格。当初は雅也を追い出そうとしていたが今ではすっかり無くなり、むしろ中身はすごく優しい子と考え、信頼するようになる。
奥沼民子（おくぬま たみこ）
開架高校2年で、茶道部員。控え目な性格にして無口で（喋っても声がかなり小さい）、部員の中でも地味な存在（智花曰く「いつもいるのかいないのかわからない」）だったが作中後半辺りから少しずつ打ち解け、少しだけ明るい一面を見せるようになる。特に雅矢には恐ろしさから目を合わせないようにしていたことから、当初は存在を覚えられていなかった。絶叫すると恐ろしい。1歳下に一彦という弟がいるが、姉とは対照的な性格の持ち主。雅矢に窮地を助けてもらった経験から、彼への苦手意識も消え、むしろ好意的になった。
縦島洋（たてじま ひろし）
開架高校教師で茶道部顧問。女子“だけ”の茶道部をこよなく愛する変態顧問であり、女子に礼をされるのを一種の快感としている。下心は姉崎以外にはバレバレなので、部員からの評価は芳しくない。今まで男子部員は全て彼が追い出してきたが、雅矢と山田は迫力に負け、追い出せなかった。最近は雅矢や山田にも心を開いていき、男子のいる茶道部も悪くないと考えるようになる。体育祭後、焼肉を部員におごったり、下心からといえ夏休みの合宿の手配をしたりと教師らしい一面も持っている。部長である姉崎には将来幸せになって欲しいと願っている。
青石日來（あおいし ひな）
雅矢達が2年生になった年に開架高校に入学した新入生。イマドキな性格の女の子で、茶道部に体験に行ったとき雅矢の自分に対する接し方や態度に惹かれ正式に茶道部に入部した。雅矢からは「ヒナ」、ほかの部員からは「ヒナちゃん」と呼ばれている。雅矢達との仲は良好で、特に雅矢に対して好意的である。

#### アニメ研究会
茶道部の隣の図書準備室を使用している同好会。草食系でオタク的な人間が多いが、船橋たちと仲良く良き相談相手となっている。略称は「アニ研」
沢村崇（さわむら たかし）
開架高校2年でアニメ研究会の部員。温厚な性格で、自分の描いた漫画を非常に大切にしている。ふとした偶然から知り合った雅矢には先輩であるにもかかわらずタメ口をきかれている（雅矢からは「マンガくん」、山田からは「サーワ」などと呼ばれている）が、彼に対しては好意を持っている（沢村いわく「アニ研の奴は皆、好きだよ。」）。小学生の妹がいる。アニメ研究会の中では最もバスケが上手く、力を抜いたとは言え柔道部を走りで追い抜く。
柏井卓（かしわい すぐる）
開架高校アニメ研究会の部長。しばしば寒いギャグを発する。沢村と同じく後輩の雅矢と山田からはタメ口をきかれているが、むしろ友人として良い関係を築いている。中学の時イジメを受けた経験を持つが、本人なりに克服しているらしい。山田からは「卓ちゃん」等とも呼ばれている。人格者であり信望も厚いが、見た目から中学生にさえ絡まれる。文化祭では「鳥フンアニメ」を自信満々に公開し雅矢達からは若干引かれる。研究会から「部」に昇格したいという密かな野望があり、「鳥フンアニメ」を作ったのも実績を残す事で、研究会から部に昇格する目的の一つであった。他の部から馬鹿にされても構わないようだが、同じ研究会の人間の要望や体育祭で負けて草、菌呼ばわりされるのはさすがに嫌がり特訓を行った模様。
結城（ゆうき）
髪が長めの地味な顔立ちの2年の女子。状況を漫画で例える傾向がある。ポスターカラーが得意。
柏井の卒業後、部長となる。
丸山（まるやま）
地味な黒髪の男子。小柄。パテが得意。
前髪で目が隠れている女子
名前は不明。恥ずかしがり屋で無口だが、時々、気の利いた事を言う。

#### 柔道部
勝田（かつた）
柔道部員の2年生。未成年であるが喫煙をしている。山田の喧嘩を爆笑しつつも買い、体育祭で雅矢の「怖い」走り方で追われた挙句、周回後れを取らされ惨敗する。
雅矢に怖い走り方で追いかけられた理由は正々堂々と勝負せず場の空気や人の努力を無にしたからである。後に猫田からヌーと屈辱的なあだ名を付けられる。
体育祭の後、自分が有利だと思われた柔道で勝負を挑むも その心得があった雅矢に出足払い、腰車を受けた後に送襟締で締め落され、完膚なきまでに倒される。
南（みなみ）
夏帆と走りで競った柔道部員。最初は夏帆を舐めて懸かっていたが、夏帆の実力を知るとその実力を認めた。根は悪くない。
萩原（はぎわら）
いつも、勝田についている1年生。卑劣。

#### その他の生徒
北沼（きたぬま）
開架高校1年の不良。2人の仲間と共に雅矢を付け狙っていた。沢村の漫画に落書きをしようとしたが、それを遮ろうとした雅矢の手をペンで刺してしまい、次の瞬間殴られて宙を舞う。その後、沢村の漫画を破り捨てて鬱憤を晴らすが、それを知った雅矢の怒りを買い、兄の思い出のバイクを燃やされてしまい（実は単に兄が捨てていったバイクで、何の思い入れもなかったが）、それがトラウマとなり、これまで雅矢に「撃破」された者達と同じく、「まークン」と聞いただけで逃げ出すようになった。
猫田（ねこた）
報道部部長。体育祭の実況で勝田にヌーのあだ名をつける。のちに、ヌーこと勝田に柔道の技を食らうがそれすらも記事にする気でいるようだ。
鈴木（すずき）
開架高3年のバスケ部。アニ研の合宿と同じ時期にバスケ部も合宿を行っており、その時来ていた柏井部長を「文化部が合宿をして何になる」とバカにすると、一緒にいた山田に喧嘩を売られ、そこで3対3の文化部とのバスケ対決を申し込まれる。アニ研や山田、雅矢はそのためにバスケの練習をするが、雅矢がゴールを壊してしまうせいでアニ研みずから対決を辞退されてしまう。しかしそこで必死に練習をするアニ研たちの姿に心を打たれバスケ対決をする。勝敗は不明。同じ部活の生徒曰く、「文化部差別ひどい」。最初は文化部の雅矢たちを「キモオタ」とバカにし、嫌っていたが、のちに和解。その後の体育祭などでは、もう一度彼らと対決しようと彼らを挑発するシーンも見られ、アツくなる彼らに親近感を覚えている様子も見られる。

### 軽挙高校
樫沢光輝（かしざわ こうき）
軽挙高校1年。清潔感を振りまく美形であり、女子にはモテモテ、正義感があり、成績優秀で喧嘩も強い、さらには両親は軽高のオーナーで金持ちという“ほぼ”完璧な美男子。しかし、ヒゲが濃くアゴが青いのが唯一の欠点。以前までは本人のカリスマ性により、それを周囲に気付かれることはなかったが、雅矢の悪魔的眼力でそれを看破されて以来、周囲に「ブルー樫沢」のあだ名が定着してしまった。この雅矢の一言は『デビルワード（悪魔の一言）』として語り継がれる。
自信過剰かつ少々思い込みの激しい性格をしており、自分を特別な人間だと本気で思っている。また「人の話を聞かず、自分の言いたいことだけ言う」ことをモットーとしており、それゆえ勝手な思い込みをして全力で突っ走り、空しい結果になってしまうこともしばしば。しかし本質的には正々堂々としているため、最終的には自分にとってまっとうな選択をすることを心がけている。
姉崎に惚れていてアプローチをかけており、そのため雅矢からは疎まれ、暴力こそ受けないまでも「ブルー」と罵られ続けることになる。それに怒って雅矢に真剣勝負を挑むも一蹴されてしまい（部長の優しさを受けていた雅矢は「ブルー」というあだ名で樫沢を傷つけていたと気付き戦いを回避した。その際 雅矢に、「殴った拳が青髭で鑢のように擦り剥ける」ところを想像された）、自分など相手にされていないと屈辱を覚え、意地でも雅矢に拳を振るわせようと軽高のチンピラをたきつけ襲撃させる。しかし作戦は失敗し暗躍していたところを夏帆に目撃され、後に引けなくなり悪役ぶって雅矢と勝負するも、一撃でノックアウト。以来雅矢の前では悪人の仮面をかぶらざるを得なくなってしまった。その後も度々茶道部とは関わって行く事となり、彼の真っ直ぐな性格もあって結局は和解。雅矢の純粋な心を知ってからは彼のことを器の大きな男だと認め、勝手に感動し、雅矢を自分のライバルにしたいと思うようになる。
桂木（かつらぎ）
軽挙高校1年。樫沢を尊敬しており、同級生ながら彼には敬語を使っていて常に彼の傍にいる小柄で細目の男子。何かと樫沢に振り回されるも、友達だと思っている。肝試しの際に茶道部員からキツネ霊だと思われてしまう。大人の女性に興味があるらしい。
古田（ふるた）
軽挙高校のリーダー格、通称「キング」。髭の生えた大柄な男。強面だが仲間思いで悪を許さない熱血漢。喧嘩の実力も山田とタイマンをはって互角以上に渡り合い、雅矢ともまともに戦えるぐらい強い。騙されやすい性格で幅部を虐めている不良達に騙されて雅矢達に挑む。後に和解。
若菜（わかな）
軽高の女生徒。当初、船橋をはめる企みに加担し、失敗するとさんざん毒づいたりしたが、自分の身を挺してまで彼女を守ろうとしていたことを知り、後に船橋を助ける。現在では好感を抱いている模様。

### 船橋雅矢の血縁者
船橋香菜（ふなばし かな）
雅矢の母。いわゆるヤンママで、シングルマザー。息子を茶髪にしたり、自分のことを「カナちゃん」と呼ばせていた。また、雅矢のことを「まーチャン」と呼ぶ。雅矢が幼い時に病死。
ジジー
香菜の父で、雅矢の育ての親。現在は既に死去している。小学生の雅矢を引き取った当初は軽薄な性格で孫に対する愛情も薄く、雅矢と山田が起こすトラブルについても関わり合うことを嫌がっていたが、やがて心境の変化があったのか、文句を言いながらも協力やアドバイスをするようになり、後に車に跳ねられそうになった子供を助けて事故死する。臨終の際、雅矢に対し｢優しい人になるのも悪くない気分だ｣と言い残した。川沿いに雅矢が立てた墓があり、「ちょっとだけ埋まっている」様である。
雅矢の父
冷酷非情な人物。香菜が死んだ後に現れ、雅矢に適当な財産を与えて、「他人」だと宣言した。名前は不明だが「社長」と呼ばれており、かなりの金持ちである模様。

### その他の登場人物
小宮（こみや）
柏井の中学の時の同級生で、かつて柏井を執拗にイジメていた。「俺も昔は相当なワルで」的な物言いで自分を実際より大物に見せようとしている、典型的な小者の不良。久し振りに再会した柏井に対してネチネチとイヤミを言うが、怒った雅矢と山田から報復を受ける。
内藤（ないとう）
禅寺にいる一人。自他共に厳しい態度で接しているが、義に厚く、雅矢達と共に禅寺にいた不良を救おうと奮闘するも、騙される。
幅部健人（ふくべ たけと）
イジメられっ子。通称『フクちゃん』。ある事から不良の悪事に加担してしまい、それをネタに強請られていたが、雅矢達に救われる事となる。人を見る目はある模様。父は優秀な教師で、自らの悪事が世間に露見することで父に迷惑が掛かることを恐れている。その後、雅矢に撃破された不良に卑怯な手段で絡まれ、雅矢が金を巻き上げていると嘘をついてしまうが、耐え切れず真実を言う決心を決める。
基本的には大人しく線の細い外見で、雅矢と出会った当初はイジメの影響もあってかなりやつれていた姿をしていたため、雅矢から「死神みたいな顔してる」と評されていた（後に貧乏神にランクアップ）。

## 書誌情報
- 西森博之 『お茶にごす。』 小学館〈少年サンデーコミックス〉、全11巻

1. 2007年08月10日発売[小 1]、ISBN 978-4-09-121168-2
2. 2007年11月16日発売[小 2]、ISBN 978-4-09-121216-0
3. 2008年02月18日発売[小 3]、ISBN 978-4-09-121290-0
4. 2008年05月16日発売[小 4]、ISBN 978-4-09-121387-7
5. 2008年08月11日発売[小 5]、ISBN 978-4-09-121448-5
6. 2008年11月18日発売[小 6]、ISBN 978-4-09-121506-2
7. 2009年02月18日発売[小 7]、ISBN 978-4-09-121593-2
8. 2009年04月17日発売[小 8]、ISBN 978-4-09-121898-8
9. 2009年07月17日発売[小 9]、ISBN 978-4-09-121700-4
10. 2009年09月17日発売[小 10]、ISBN 978-4-09-121786-8
11. 2009年10月16日発売[小 11]、ISBN 978-4-09-122046-2

## テレビドラマ
2021年10月8日（7日深夜）から12月24日（23日深夜）にかけて、テレビ東京系深夜ドラマ枠『木ドラ24』枠において毎週金曜0時30分 - 1時（木曜深夜）に放送された。主演は単独での連続ドラマ初主演となる鈴木伸之。地上波での放送を前に同年3月5日よりAmazon Prime Videoにて全12話を一挙先行配信されている。

### キャスト
レギュラー出演者
- 船橋雅矢 - 鈴木伸之（少年時代 - 林田悠作）
- 山田航 - 瀬戸利樹
- 浅川夏帆 - 萩原みのり
- 姉崎奈緒美 - 久間田琳加
- 飯倉智花 - 永島聖羅
- 慎大寺珠美 - 仁科かりん
- 奥沼民子 - 平川結月
- 樫沢光輝 - 山本直寛
- 北沼 - 濱正悟
- 縦島洋 - 野間口徹

ゲスト出演
- サラリーマン - 古屋隆太（1）
- 沢村崇 - 岩本晟夢（1、2、3、4、11）
- 柏井卓 - きづき（2、3、4、5、11）
- 工事作業員 - 鈴木将兵、鈴木涼平（まんざらでもねぇ）（1、2、12）
- 横浜 - 石川雄也（3）
- 竹田 - 阿見201（3）
- 演出家 - 古澤健（4）
- バイク屋の主人 - 清水伸（5）
- バイク屋の嫁 - 岩見美映（5）
- 水道業者のおじさん - 佐藤誓（6）
- 桂木 - 高橋雄祐（7、8、12）
- 村上 -  桑島ダンテ（7、8、9）
- 中島 - 三浦獠太（7、8、9）
- 小林 - 金平武蔵（7、8、9）
- 船橋の父 - 川瀬陽太（8）
- 船橋香奈 - あけみみう（8）
- 真夜 - 森田想（9）
- 若菜 - 山之内すず（9）
- 矢瀬 - 楽駆（9、10）
- 幅部 - 奥田夢叶（9、10）
- 古田 - 佳久創（10）
- 尾上 - 上田耀介（11、12）

### スタッフ
- 原作 - 西森博之（「週刊少年サンデー」連載）
- 監督 - 古澤健、髙土浩二
- 脚本 - 加藤拓也、幸修司
- 音楽 - 林祐介
- OP主題歌 - 湘南乃風 「茶柱立つ」（ユニバーサルJ）[4]
- ED主題歌 - iScream 「Maybe…YES」（LDH Records）[4]
- 茶道指導 - 北見宗幸
- 劇用漫画協力 - musikunn
- プロデューサー - 滝山直史、中里友樹
- 制作 - テレビ東京、デジタル・フロンティア
- 製作著作 - 「お茶にごす。」製作委員会（テレビ東京・小学館・LDH JAPAN・ユニバーサル ミュージック ジャパン）

### 放送リスト
| 放送回 | 放送日   | 脚本     | 監督     |
| ------ | -------- | -------- | -------- |
| 第1服  | 10月08日 | 加藤拓也 | 古澤健   |
| 第2服  | 10月15日 | 加藤拓也 | 古澤健   |
| 第3服  | 10月22日 | 加藤拓也 | 古澤健   |
| 第4服  | 10月29日 | 加藤拓也 | 髙土浩二 |
| 第5服  | 11月05日 | 加藤拓也 | 髙土浩二 |
| 第6服  | 11月12日 | 加藤拓也 | 古澤健   |
| 第7服  | 11月19日 | 幸修司   | 古澤健   |
| 第8服  | 11月26日 | 幸修司   | 古澤健   |
| 第9服  | 12月03日 | 幸修司   | 髙土浩二 |
| 第10服 | 12月10日 | 幸修司   | 髙土浩二 |
| 第11服 | 12月17日 | 幸修司   | 古澤健   |
| 第12服 | 12月24日 | 幸修司   | 古澤健   |

### 放送局
| 放送期間                  | 放送日時                     | 放送局         | 対象地域       | 備考                     |
| ------------------------- | ---------------------------- | -------------- | -------------- | ------------------------ |
| 2021年10月08日 - 12月24日 | 金曜 0:30 - 1:00（木曜深夜） | テレビ東京     | 関東広域圏     | 製作局                   |
| 2021年10月08日 - 12月24日 | 金曜 0:30 - 1:00（木曜深夜） | テレビ北海道   | 北海道         |                          |
| 2021年10月08日 - 12月24日 | 金曜 0:30 - 1:00（木曜深夜） | テレビ愛知     | 愛知県         |                          |
| 2021年10月08日 - 12月24日 | 金曜 0:30 - 1:00（木曜深夜） | テレビ大阪     | 大阪府         |                          |
| 2021年10月08日 - 12月24日 | 金曜 0:30 - 1:00（木曜深夜） | テレビせとうち | 岡山県・香川県 |                          |
| 2021年10月08日 - 12月24日 | 金曜 0:30 - 1:00（木曜深夜） | TVQ九州放送    | 福岡県         |                          |
| 2021年10月12日 - 12月28日 | 火曜 0:00 - 0:30（月曜深夜） | BSテレ東（2K） | 日本全国       |                          |
| 2021年10月12日 - 12月28日 | 火曜 0:00 - 0:30（月曜深夜） | BSテレ東4K     | 日本全国       | 4Kアップコンバートで放送 |